# 4 Years
4 Years er en indisk film fra 2022 af Ranjith Sankar.

## Medvirkende
- Sarjano Khalid som Vishal Karunakaran
- Priya Prakash Varrier som Gayathri Arunkumar